# Regionalna Dyrekcja Lasów Państwowych w Olsztynie
Regionalna Dyrekcja Lasów Państwowych w Olsztynie – jedna z 17 Regionalnych Dyrekcji Lasów Państwowych w Polsce.

## Charakterystyka
RDLP Olsztyn obejmuje lasy z województwa warmińsko-mazurskiego, mazowieckiego i pomorskiego o powierzchni 717 400 ha. Dzieli się na 32 nadleśnictwa: Bartoszyce, Ciechanów, Dobrocin, Dwukoły, Górowo Iławeckie, Iława, Jedwabno, Korpele, Kudypy, Lidzbark, Miłomłyn, Młynary, Mrągowo, Myszyniec, Nidzica, Nowe Ramuki, Olsztyn, Olsztynek, Orneta, Ostrołęka, Parciaki, Przasnysz, Spychowo, Srokowo, Stare Jabłonki, Strzałowo, Susz, Szczytno, Wichrowo, Wielbark, Wipsowo, Zaporowo.